# Dinosaucers
Dinosaucers var en tecknad TV-serie som skapades av DIC Entertainment tillsammans med Ellipse Programmé. Serien sändes ursprungligne på olika UHF-nätverk i USA från 1987 till 1988, på Family Channel mellan 1989 och 1991, och senare, 1993-1995, på USA Network. Totalt gjordes 65 episoder, och serien innehöll bara en säsong, då den visades under perioden 1987-1988.
Avsnitt 1-21 har senare sålts av onlinehandlaren Amazon.com.

## Handling
I omloppsbana runt Solen, alltid på motsatt sida av Jorden, kretsar planeten Reptilon där dinosaurieliknande antropomorfiska  varelser utvecklats. Dinosaucers kämpar för det goda i kampen mot Tyrannos som strider för herraväldet i sin värld. När planeten drabbas av krig sprids stridigheterna till Jorden där Dinosaucers slår sig samman med fyra unga jordmänniskor..

## Avsnitt
| Nr | Titel                                                        | Sändningsdatum    | Författare                                                                       |
| -- | ------------------------------------------------------------ | ----------------- | -------------------------------------------------------------------------------- |
| 1  | "Dinosaur Valley"                                            | 14 september 1987 | Diane Duane                                                                      |
| 2  | "Take Us Out to the Ballgame"                                | 15 september 1987 | Michael E. Uslan                                                                 |
| 3  | "Happy Egg Day to You"                                       | 16 september 1987 | Diane Duane                                                                      |
| 4  | "Hooray for Hollywood"                                       | 17 september 1987 | Felicia Maliani                                                                  |
| 5  | "Divide and Conquer"                                         | 18 september 1987 | Michael E. Uslan                                                                 |
| 6  | "A Real Super Hero"                                          | 21 september 1987 | Brooks Wachtel                                                                   |
| 7  | "Burgers Up!"                                                | 22 september 1987 | Ron Harris                                                                       |
| 8  | "Be Prepared"                                                | 23 september 1987 | Mike O'Mahony                                                                    |
| 9  | "That Shrinking Feeling"                                     | 24 september 1987 | Doug Molitor                                                                     |
| 10 | "Rockin' Reptiles"                                           | 25 september 1987 | Felicia Maliani                                                                  |
| 11 | "Sleeping Booty"                                             | 28 september 1987 | Ron Harris & Diane Duane                                                         |
| 12 | "The First Snow"                                             | 29 september 1987 | Michael E. Uslan                                                                 |
| 13 | "Trick or Cheat"                                             | 30 september 1987 | Michael E. Uslan & Diane Duane                                                   |
| 14 | "Defective Defector"                                         | 1 oktober 1987    | Doug Molitor                                                                     |
| 15 | "For The Love Of Teryx"                                      | 2 oktober 1987    | Felicia Maliani                                                                  |
| 16 | "A Man's Best Friend Is His Dogasaurus"                      | 5 oktober 1987    | Michael E. Uslan                                                                 |
| 17 | "Carnivore In Rio"                                           | 6 oktober 1987    | Somtow Sucharitkul                                                               |
| 18 | "Frozen Fur Balls"                                           | 7 oktober 1987    | J. Vornholt & S. Robertson                                                       |
| 19 | "Hook, Line And Stinker"                                     | 8 oktober 1987    | Avril Roy-Smith & Richard Mueller                                                |
| 20 | "The Prehistoric Purge"                                      | 9 oktober 1987    | Walt Kubiak & Eliot Daro                                                         |
| 21 | "The Truth About Dragons"                                    | 12 oktober 1987   | Doug Molitor                                                                     |
| 22 | "Chariots Of The Dinosaucers"                                | 13 oktober 1987   | Somtow Sucharitkul                                                               |
| 23 | "Eggs Mark The Spot"                                         | 14 oktober 1987   | Avril Roy-Smith & Richard Mueller                                                |
| 24 | "Mommy Dino-Dearest"                                         | 15 oktober 1987   | Brooks Wachtel                                                                   |
| 25 | "The Whale's Song"                                           | 16 oktober 1987   | Durnie King                                                                      |
| 26 | "Inquiring Minds"                                            | 19 oktober 1987   | Mark Cassutt                                                                     |
| 27 | "War Of The Worlds...II"                                     | 20 oktober 1987   | Dennis O'Flaherty                                                                |
| 28 | "Beach Blanket Bonehead"                                     | 21 oktober 1987   | Chris Bunch & Allan Cole                                                         |
| 29 | "The Bone Ranger And Bronto"                                 | 2 oktober 1987    | David Bischoff & Ted Pedersen                                                    |
| 30 | "Cindersaurus"                                               | 23 oktober 1987   | Cherie Wilkerson                                                                 |
| 31 | "Trouble In Paradise"                                        | 26 oktober 1987   | Martha Moran                                                                     |
| 32 | "Monday Night Clawball"                                      | 27 oktober 1987   | Michael E. Uslan (story); J. Vornholt & S. Robertson                             |
| 33 | "Age Of Aquariums"                                           | 28 oktober 1987   | Michael E. Uslan (story); Cherie Wilkerson                                       |
| 34 | "Scents Of Wonder"                                           | 29 oktober 1987   | Somtow Sucharitkul                                                               |
| 35 | "Fine-Feathered Friends"                                     | 30 oktober 1987   | Felicia Maliani                                                                  |
| 36 | "Allo & Cos-Stego Meet The Abominable Snowman"               | 2 november 1987   | Michael E. Uslan (story); Brooks Wachtel                                         |
| 37 | "The Quack-Up Of Quackpot"                                   | 3 november 1987   | Michael E. Uslan                                                                 |
| 38 | "It's An Archaeopteryx — It's A Plane — It's Thunder-Lizard" | 4 november 1987   | Michael E. Uslan (story); Arthur Byron Cover                                     |
| 39 | "Teacher's Pest"                                             | 5 november 1987   | Doug Molitor                                                                     |
| 40 | "Dino-Chips!"                                                | 6 november 1987   | Somtow Sucharitkul                                                               |
| 41 | "The Heart And Sole Of Bigfoot"                              | 9 november 1987   | Michael E. Uslan (story); David Bischoff & Ted Pedersen                          |
| 42 | "Karatesaurus Wrecks"                                        | 10 november 1987  | Michael E. Uslan (story); David Wise                                             |
| 43 | "Lochs And Bay Gulls"                                        | 1 november 1987   | Michael E. Uslan                                                                 |
| 44 | "The Trojan Horseasaurus"                                    | 12 november 1987  | Ellen Goun                                                                       |
| 45 | "We're Off To See The Lizard"                                | 13 november 1987  | Michael E. Uslan & Felicia Maliani                                               |
| 46 | "Seeing Purple"                                              | 16 november 1987  | Susan Ellison                                                                    |
| 47 | "There's No Such Thing As Stego-Claws"                       | 17 november 1987  | Michael E. Uslan                                                                 |
| 48 | "Applesaucers"                                               | 18 november 1987  | Michael E. Uslan                                                                 |
| 49 | "Reduced For Clarence"                                       | 19 november 1987  | Michael E. Uslan (story); Carla Conway                                           |
| 50 | "Attack Of The Fur Balls"                                    | 20 november 1987  | Clancy Fort                                                                      |
| 51 | "Dinosaur Dundy"                                             | 23 november 1987  | Michael E. Uslan                                                                 |
| 52 | "Those Reptilon Nights"                                      | 24 november 1987  | Bill Fawcett                                                                     |
| 53 | "The Dinolympics"                                            | 25 november 1987  | Bill Fawcett                                                                     |
| 54 | "Sara Had A Little Lambeosaurus"                             | 26 november 1987  | Cherie Wilkerson                                                                 |
| 55 | "Beauty And The Bonehead"                                    | 27 november 1987  | Brynne Stephens                                                                  |
| 56 | "The Museum Of Natural Humans"                               | 30 november 1987  | Michael E. Uslan, Felicia Maliani & Lydia C. Marano                              |
| 57 | "Saber-Tooth Or Consequences"                                | 1 december 1987   | Michael E. Uslan, Craig Miller & Mark Nelson (story); Craig Miller & Mark Nelson |
| 58 | "Camp Tyranno"                                               | 2 december 1987   | Michael E. Uslan & Beth Bronstein (story); Beth Bronstein                        |
| 59 | "The Babysitter"                                             | 3 december 1987   | Gerry Conway                                                                     |
| 60 | "Toy-Ranno Store Wars"                                       | 4 december 1987   | Michael E. Uslan & Jody Lynn Nye (story); Jody Lynn Nye                          |
| 61 | "The T-Bone's Stakes"                                        | 7 december 1987   | Michael E. Uslan                                                                 |
| 62 | "Scales Of Justice"                                          | 8 december 1987   | Michael E. Uslan                                                                 |
| 63 | "I Got Those 'Ol Reptilon Blues Again, Mommasaur"            | 9 december 1987   | Michael E. Uslan (story); Todd Johnson                                           |
| 64 | "I Was A Teenage Human"                                      | 10 december 1987  | Lydia C. Marano & David Wise (story); Lydia C. Marano                            |
| 65 | "The Friend"                                                 | 11 december 1987  | Bill Fawcett                                                                     |

### Fotnoter
1. ↑  ”Amazon.com: Dinosaucers: Season 1”. amazon.com. http://www.amazon.com/gp/product/B0022WGM06. Läst 10 juni 2010.
2. ↑  ”Dinosaucers” (på engelska). TV.Com. 13 mars 1987. Arkiverad från originalet den 21 september 2016. https://web.archive.org/web/20160921140428/http://www.tv.com/shows/dinosaucers/. Läst 27 augusti 2016.